# Risto Arnaudovski
Risto Arnaudovski (Zagreb, 9. srpnja 1981.) je umirovljeni hrvatski i makedonski rukometaš. Reprezentativac je hrvatske reprezentacije rukometa na pijesku.

## Klupska karijera
Karijeru je počeo u Dubravi iz Zagreba pa prelazi u francuski Handball Club de Livry-Gargan, gdje ostaje do prelaska u RK Zagreb. Nakon jedne godine u Zagrebu otišao je u RK Perutnina Pipo IPC Čakovec. Dvije godine je igrao za bosanskohercegovačkog prvaka RK Bosnu iz Sarajeva, a 2011. je prešao u austrijski A1 Bregenz.

## Reprezentativna karijera
Prvi puta je zaigrao za makedonsku reprenzentaciju 27. studenog 2010. u Skopju protiv Estonije.

## Naslovi i finala
- Sezona 2008./2009. (RK Bosna Sarajevo) - prvak Bosne i Hercegovine, osvajač Kupa Bosne i Hercegovine

## Ostali uspjesi
- najbolji strijelac Premijer lige Hrvatske (Prva Hrvatska rukometna liga): 2004. i 2009.
- najbolji igrač Hrvatskog kupa: 2009.
- najbolji strijelac Hrvatskog kupa: 2009.
- 2. strijelac svjetskog studentskog prvenstva u Poljskoj

## Vanjske poveznice
- Profil na EHF-u